# 北森站
北森站（日语：／ Kitamori eki */?）是位於岩手縣八幡平市野駄，屬於東日本旅客鐵道（JR東日本）的花輪線車站。

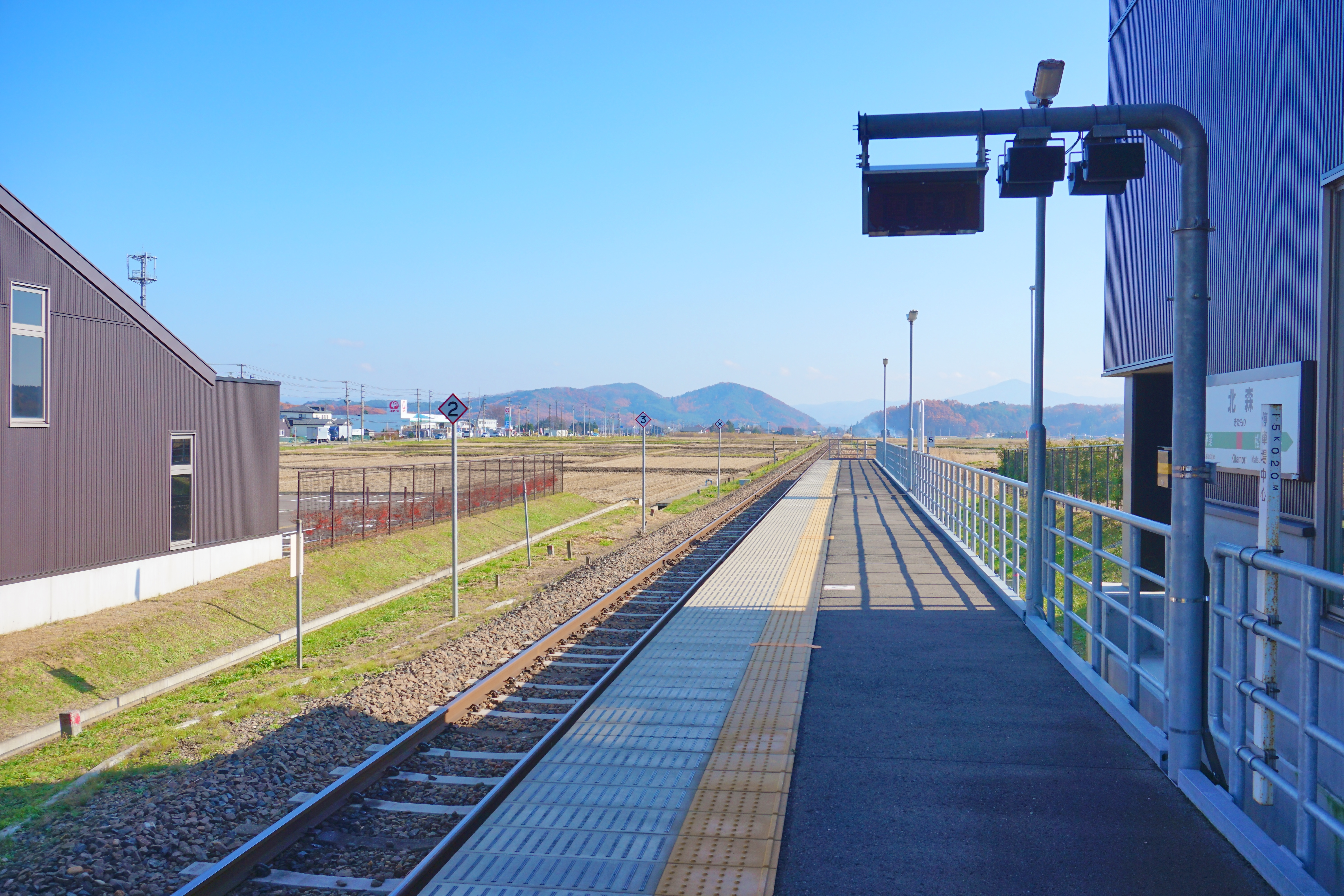
月台(2022年11月)

## 歷史
- 1961年（昭和36年）4月20日：日本國有鐵道車站啟用，當時車站位於岩手郡松尾村（日语：松尾村 (岩手県)）。
- 1987年（昭和62年）4月1日：伴隨國鐵分割民營化，車站由東日本旅客鐵道（JR東日本）營運。
- 2012年（平成24年）11月7日：發表在2015年（平成27年）春天把車站大樓向東南遷移500米，鄰接八幡平市的新市廳舍[1]。
- 2015年（平成27年）3月14日：車站向平館站遷移500米，新車站大樓啟用[2][3]。
- 2018年（平成30年）6月1日：隨著大更站改為業務委託車站，此站改由盛岡站管理。

### 遷移計劃

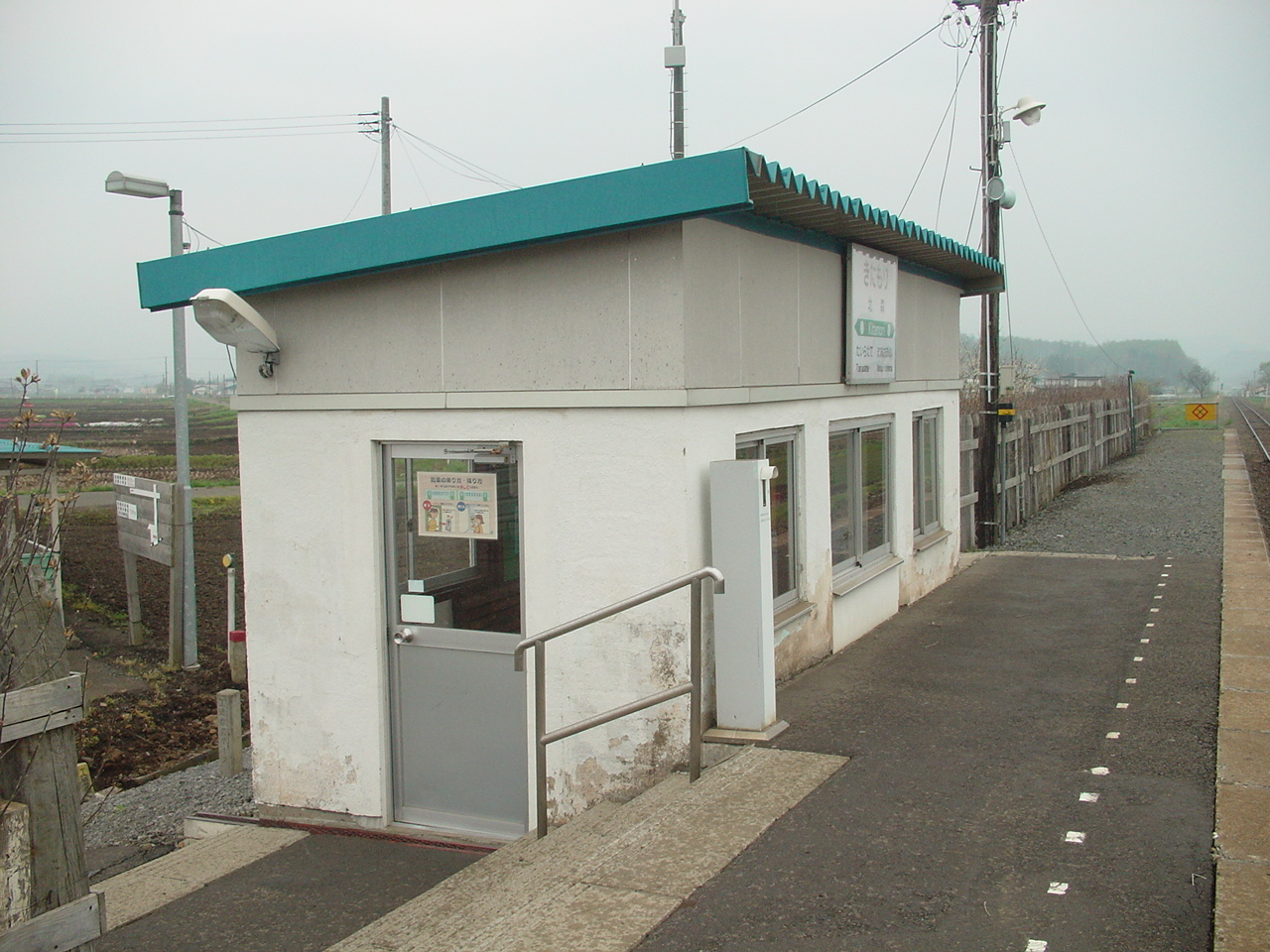
舊車站月台(2007年5月)

前站房內設有廁所、停車場、單車停泊處等設施，由於進入車站的道路狹隘，而車站周邊設有民居，構成安全上的問題。u因此隨著八幡平市的新市政廳遷移之際，此站也被請求遷移至該處。JR東日本盛岡分社在2012年11月7日發表遷移車站。
新站房位於舊車站向東南方約500公尺處，站内設有通道直接連接新市政廳，而車站成為新市政廳保安的一部分。在車站遷移後部分車費進行變更，於北森站出發或到達的定期票和回數票需要回收並購買新的定期票和回數票。

## 車站構造
本站是地面車站，原本設有1面1線的單式月台，站内設有通道連接八幡平市政廳新廳舍。此站是由盛岡站管理的無人車站。

## 車站周邊
本站周邊為廣寬的田園地帶。此站在2005年合併前位於松尾村中心附近。
- 松尾郵局
- 國道282號（日语：国道282号）
- 八幡平市政廳松尾総合支所（前松尾村政廳）
- 八幡平市政廳本廳舍（直接連接車站）
- 八幡平市立松尾中學
- 八幡平市立松野小學
- 八幡平市立寄木小學
- 八幡平電機
- 岩手警署（日语：岩手警察署）松尾駐在所

## 相鄰車站
東日本旅客鐵道（JR東日本）
■花輪線
平館－北森－松尾八幡平

## 注腳
1. 1 2  . 朝日新聞デジタル.   [2012-11-08] （日语）.[]
2. ↑  花輪線「北森駅」の移設に伴う使用開始について （页面存档备份，存于）（日語）JR東日本盛岡支社 2015年2月27日
3. 1 2  花輪線北森駅、3月改正で移設…市役所に隣接 （页面存档备份，存于）（日語） Response 2015年2月27日
4. ↑  八幡平市庁舎建設基本計画 - 八幡平市PDF（日語）
5. ↑  新庁舎配置計画の概要 - 八幡平市PDF（日語）

## 外部連結
- 車站資訊（北森）：東日本旅客鐵道（日語）